# 克洛艾·雷纳
克洛艾·雷纳（英語：Chloe Rayner，1996年9月18日—），澳大利亚女子柔道运动员。她曾代表澳大利亚参加2014年英联邦运动会柔道比赛，获得一枚铜牌。她也曾参加2016年夏季奥运会。